# Плезантвил (округ Венанго, Пенсилванија)
Плезантвил (енгл. Pleasantville, Venango County) град је у америчкој савезној држави Пенсилванија.

## Демографија
По попису из 2010. године број становника је 892, што је 42 (4,9%) становника више него 2000. године.
| Група             | 2000.       | 2010.       |
| Белци             | 837 (98,5%) | 871 (97,6%) |
| Афроамериканци    | 1 (0,1%)    | 2 (0,2%)    |
| Азијати           | 2 (0,2%)    | 10 (1,1%)   |
| Хиспаноамериканци | 2 (0,2%)    | 3 (0,3%)    |
| Укупно            | 850         | 892         |